# 林マオ
林 マオ（はやし マオ、1984年10月4日 - ）は、読売テレビの女性アナウンサー。

## 来歴・人物
名前の「マオ」は、猫好きの母親が「みゃあ〜」という鳴き声が「マオ」と聞こえるということで名付けた。なお、本名の漢字表記は「真央」。
大阪府豊中市出身、大阪府立大学卒業。身長166cm。スリーサイズはB85-W61-H88（本人曰く「高校生の時の3サイズ」とのこと）。特技はなぎなた、水泳、スキー、バスケットボール。血液型はA型。前職はタレントで、小学生の頃から大阪を拠点にタレント活動をしていた。小学生の頃は劇団ひまわりに、学生当時は芸能事務所「ブルーシャトル」に所属し、読売テレビの『大阪ほんわかテレビ』や朝日放送（現：朝日放送テレビ）の『おはよう朝日です』などでリポーターなどを務めていた。テレビドラマやCM、舞台にも出演していた。大学卒業後は、パン屋で働きたいとも思っていたが、リポーターの仕事をしていた上での自分への反響や、『大阪ほんわかテレビ』で一緒になった読売テレビアナウンサーの森武史（当時）の助言もあって、大学4年生の時からアナウンサーを目指すようになる。2008年にタレント活動を辞め、読売テレビにアナウンサーとして入社。同期アナウンサーは山本隆弥。入社直後の同年8月26日、読売テレビの『情報ライブ ミヤネ屋』に本社周辺地域で開催されている「わくわく宝島」のリポート担当として出演し、朝日放送の『おはよう朝日です』以来2年ぶりに宮根誠司との共演を果たした。また、同番組2009年1月22日放送分の「島田紳助インタビュー」で全国デビューを果たした。
2010年7月26日、会社の同期で1歳年上の報道記者と結婚し、2013年3月に第1子妊娠を発表した。同年9月に長女を出産後、2014年6月2日から復帰。2015年3月2日に『情報ライブ ミヤネ屋』のアシスタントに就任した。その後、2020年7月31日をもって降板。座右の銘は「一日一笑」。2024年4月から『す・またん!』の隔週金曜日MCに就任。

## 現在の出演番組
- anna（2019年3月28日 - ）- MC
- 特盛!よしもと 今田・八光のおしゃべりジャングル → 今田耕司のネタバレMTG（2020年11月14日 - ）- アシスタント
- グッと!地球便（2020年10月25日 - ）- 副音声
- す・またん!（2024年4月5日 - ）- 隔週金曜日MC

## 過去の出演番組・作品

### アナウンサー時代
全てテレビ番組。
- 24時間テレビ 「愛は地球を救う」（2008年8月30日・8月31日） - アシスタント
- なるトモ!（2008年9月1日・9月2日） - 虎谷温子の代理出演
- ズームイン!!SUPER（2008年9月1日・9月2日・9月3日） - ローカル枠担当の虎谷温子の代理出演
- エロスはじめました。（2008年9月5日） - 進行アシスタント
- たかじんTV非常事態宣言（2008年9月22日） - テーマ「読売テレビ女子アナの皆さんをお迎えして」
- ウキキの教えて先生!（2008年10月3日 - 2009年8月頃） - 林マオ先生 役（不定期に臨時出演）
- Y.A.P.P.Y. LAUGH COMPLEX（2008年10月10日） - 進行アシスタント
- Music&Entertainment ガチカメ7（2009年10月 - ） - ガチカメ7隊員（ナビゲーター）
- ミリオンの扉（2010年5月11日 - 2011年4月28日） - ナレーション
- マヨブラジオ（2011年4月 - 2011年12月）
- かんさい情報ネットten.（2009年3月30日 - 2013年6月28日） - キャスター

（木曜・金曜〔開始 - 2009年10月2日〕→月曜 - 水曜〔2009年10月5日 - 2011年3月23日〕→水曜 - 金曜〔2011年3月30日 - 2012年9月28日〕→月曜 - 金曜〔2012年10月1日 - 2013年6月28日〕）
- 大阪ほんわかテレビ - 喫茶「ニューサザンライト」のアルバイト（情報喫茶店・進行役兼リポーター）
- たかじんのそこまで言って委員会（2015年1月25日・2月22日） - アシスタント
- 情報ライブ ミヤネ屋（2008年8月26日 - 2020年7月31日）

（2008年8月26日 - 時期不詳） - リポート担当
（2009年3月 - 時期不詳） - ヨミ斬りタイムズ担当（月曜日）
（2015年3月2日 - 2020年7月31日） - ３代目アシスタント
- ytvアナウンサー向上委員会 ギューン↑（2010年7月16日 -2020年10月1日）[注釈 1]
- news every.・第1部（2020年9月28日 - 10月2日、9月30日を除く）-「関西の天気」担当[注釈 2]
- クチコミ新発見!旅ぷら（2020年12月13日〈第1弾・神戸編〉・2021年2月28日〈第2弾・京都編〉） - 後輩アナウンサーである黒木千晶とコンビで出演。
- ニッポンのレジェンド発掘SPさいしょの人はスゴかった（2021年2月14日）
- 朝からみのもんた（2020年9月13日 - 2021年3月28日）- パートナー
- 世界一やさしいワイドショー （2020年9月26日）- アシスタント
- シノビーのおへや youtube（2020年10月1日 、10月8日）- 和泉市リトルプラネットからロケ
- アナウンサー向上委員会（2020年10月17日、12月12日、19日、26日、2021年1月2日）
- a-yan（2020年12月11日 - 2021年9月17日 月1回金曜日) - MC
- ツキいちanna（2021年10月28日 - 2024年3月16日 月1回木曜日) - MC
- 声〜あなたと読売テレビ（2022年4月16日 - 2024年3月16日 月1回土曜日）- MC

### タレント時代

#### テレビ
- ちいさなつぼみ（1996年・サンテレビ）
- 火曜サスペンス劇場「ラブレター」（1996年・日本テレビ）
- ドラマ30・「あしたは晴れる」（1997年・毎日放送）
- たかじん胸いっぱい（1997年・関西テレビ）
- 満たして!好奇心（2003年・関西テレビ）
- 大阪ほんわかテレビ（2004年 - 2005年・読売テレビ）
- おはよう朝日です（2004年 - 2006年・朝日放送）

#### 映画
- 難波金融伝・ミナミの帝王劇場版partIX「保険金横領」(19)（1997年） - 沙織 役
- 難波金融伝・ミナミの帝王劇場版partlllX「リストラの代償」（1999年）
- 劇場版 美少女戦士セーラームーンCosmos（2023年）

#### CM
- シーガイア（1993年）
- 大阪ガス（1995年）
- 新学社「全家研ポピー」（1995年）
- 東日本旅客鉄道（JR東日本）（1996年）
- Manneken「ベルギーワッフル」（1998年）
- 関西セルラー（1999年）
- 長島温泉（2000年）
- 大阪西川（2000年）
- 京阪電気鉄道「おけいはん」（2003年） - 淀屋みや子 役
- サンガリア「角切りりんごジュース」（2003年）
- アートコーポレーション（2005年）
- 小林製薬「アイボンAL」（2005年）・「ガスピタン」（2006年）

#### VP
- 目の健康とコンタクトレンズ（2002年）
- 大阪証券取引所〜証子の大証訪問〜（2006年）

#### 舞台
- 宮沢賢治（1996年） - カヨ・子供役